# Loving the Alien
Loving the Alien is een nummer van Britse muzikant David Bowie en de eerste track van zijn album Tonight uit 1984. Het nummer werd in mei 1985 als de derde single van het album uitgebracht, negen maanden na de leadsingle "Blue Jean" en acht maanden na de release van het album. Het nummer beschrijft Bowie's "intense hekel" aan georganiseerde religie.
Als demo stond het nummer simpelweg bekend als "1". Bowie zei dat "'Alien' kwam vanwege mijn gevoel dat zoveel geschiedenis fout is - zoals momenteel wordt herontdekt - en dat we zoveel baseren op de verkeerde wijsheid die we hebben opgedaan." Later zei hij dat de productie van het nummer de kracht van de titel ongedaan maakte en dat hij de demo beter vond. Op de A Reality Tour in 2003 en 2004 bracht hij het nummer ten gehore in een akoestische versie, met enkel Bowie op zang en Gerry Leonard op gitaar. Bowie zei hierover dat "dit de manier was zoals het altijd gedaan had moeten worden".
De videoclip van het nummer werd co-geregisseerd door David Mallet.

## Tracklijst
7"-versie
1. "Loving the Alien" (Bowie) - 4:43
2. "Don't Look Down" (Iggy Pop/James Williamson) - 4:04

12"-versie
1. "Loving the Alien" (Extended Dance Mix) (Bowie) - 7:27
2. "Don't Look Down" (Extended Dance Mix) (Pop/Williamson) - 4:50
3. "Loving the Alien" (Extended Dub Mix) (Bowie) - 7:14

Downloadsingle (2007)
1. "Loving the Alien" (Bowie) - 4:43
2. "Don't Look Down" (Pop/Williamson) - 4:04
3. "Loving the Alien" (Extended Dance Mix) (Bowie) - 7:27
4. "Loving the Alien" (Extended Dub Mix) (Bowie) - 7:14
5. "Don't Look Down" (Extended Dance Mix) (Pop/Williamson) - 4:50

## Muzikanten
- David Bowie: zang
- Carlos Alomar: gitaar
- Derek Bramble: basgitaar, synthesizer
- Carmine Rojas: basgitaar
- Sam Figueroa: percussie
- Omar Hakim: drums
- Guy St. Onge: marimba

## Hitnoteringen

### Nederlandse Top 40
| Hitnotering: 08-06-1985 t/m 29-06-1985 | Hitnotering: 08-06-1985 t/m 29-06-1985 | Hitnotering: 08-06-1985 t/m 29-06-1985 | Hitnotering: 08-06-1985 t/m 29-06-1985 | Hitnotering: 08-06-1985 t/m 29-06-1985 | Hitnotering: 08-06-1985 t/m 29-06-1985 |
| Week:                                  | 1                                      | 2                                      | 3                                      | 4                                      |                                        |
| -------------------------------------- | -------------------------------------- | -------------------------------------- | -------------------------------------- | -------------------------------------- | -------------------------------------- |
| Positie:                               | 32                                     | 25                                     | 25                                     | 27                                     | uit                                    |

### Nationale Hitparade top 50 /Single Top 100
| Hitnotering: 08-06-1985 t/m 06-07-1985 | Hitnotering: 08-06-1985 t/m 06-07-1985 | Hitnotering: 08-06-1985 t/m 06-07-1985 | Hitnotering: 08-06-1985 t/m 06-07-1985 | Hitnotering: 08-06-1985 t/m 06-07-1985 | Hitnotering: 08-06-1985 t/m 06-07-1985 | Hitnotering: 08-06-1985 t/m 06-07-1985 |
| Week:                                  | 1                                      | 2                                      | 3                                      | 4                                      | 5                                      |                                        |
| -------------------------------------- | -------------------------------------- | -------------------------------------- | -------------------------------------- | -------------------------------------- | -------------------------------------- | -------------------------------------- |
| Positie:                               | 25                                     | 33                                     | 34                                     | 34                                     | 47                                     | uit                                    |